# Hervé Kambou
Hervé Kambou (1 de maio de 1985) é um futebolista profissional marfinense que atua como defensor.

## Carreira
Hervé Kambou representou a Seleção Marfinense de Futebol, nas Olimpíadas de 2008. 